# Scott Mitchell Rosenberg
Scott Mitchell Rosenberg (1963) è un produttore cinematografico e editore statunitense, fondatore della Platinum Studios nonché suo presidente e amministratore delegato.

## Biografia
Rosenberg cominciò la sua carriera nell'industria dei fumetti già all'età di 13 anni con una azienda di vendita per corrispondenza. Si laureò all'Università di Denver nel 1985. In questo periodo diede vita alla Sunrise Distributors, una piccola azienda distributrice di fumetti e, nel 1986, finanziò la nascita della Malibu Comics. Nel 1987, però, la Sunrise Distributors iniziò ad avere problemi economici e fu costretta a chiudere l'anno seguente, mentre la Malibu Comics fallì nel 1994 e venne acquistata dalla Marvel Comics. Nel 1997 Rosenberg fondò la Platinum Studios, un'azienda proprietaria di vari personaggi dei fumetti capace di distribuirli per mezzo della carta stampata o di adattarli tramite altri media come il cinema.

## Filmografia

### Film
- Dylan Dog - Il film (Dylan Dog: Dead of Night), regia di Kevin Munroe (2010)
- Cowboys & Aliens, regia di Jon Favreau (2011)

### Televisione
- Ultraforce (1995)
- Night Man (1997)
- Jeremiah (2002-2004)